# Пиратское телевидение
Пиратское телевидение (ПТВ) — первая независимая телекомпания на постсоветском пространстве, которая сформировалась внутри ленинградского андеграудного арт-сообщества в 1989 году и осуществляла свою деятельность до 1992 года.
Основными деятелями и создателями ПТВ являются Юрис Лесник, Владислав Мамышев-Монро и Тимур Новиков.
Вещание и запись телепрограмм первоначально велись в сквоте на Фонтанке 145, потом в мастерской Юриса Лесника на набережные реки Мойки 22, а также индивидуально у каждого, кто имел копию VHS кассет телепрограмм ПТВ.

## История
В 1980-е годы Юрис Лесник приобретает камеру handycam и начинает экспериментировать с возможностями видео. Георгий Гурьянов, один из участников группы «Новые художники», описывает возникновение ПТВ следующим образом: «Юрис приобрел видеокамеру и не знал, что с ней делать. Камеру он выменял в Париже. Я его учил монтажу, ритму на фильм, где я позирую, показываю стриптиз, который был снят у меня дома с Мовсесяном как ассистентом году в 1988-м. Хотя я был в разъездах и занимался этим эпизодически. А Тимур, конечно, всех организовывал; ты делаешь это, ты — это, а называется все Пиратское телевидение, или ПТВ. И пошло, и поехало».
За три года существования ПТВ было записано множество телепрограмм, среди которых — новостные телепередачи, репортажи, художественные фильмы и сериалы. Телеканал не вёл собственного архива, приблизительное количество отснятого материала варьируется от 6 до 10 часов. Большинство записей сохранились благодаря копированию кассет для демонстрации ПТВ.
После 1992 года участники ПТВ начинают индивидуальную художественную деятельность и телеканал прекращает свою работу.
В 2004 году появляется Новое Пиратское телевидение, которое стоит рассматривать как самостоятельный проект Владислава Мамышева-Монро. Новое Пиратское телевидение можно было увидеть на телеканале REN-TV в рамках телепрограммы Артемия Троицкого «Признаки жизни» в рубрике «Розовый блок».
В 2008 году состоялся показ ПТВ в рамках образовательной программы к выставке «Пространство Тимура: Петербург — Нью-Йорк. К 50-летию Тимура Новикова» в Эрмитаже (Главный штаб).
В 2013 году Московский Международный кинофестиваль показал ретроспективу работ Владислава Мамышева-Монро, в том числе и записи телепередач ПТВ.
В 2016 году Центр Жоржа Помпиду представил выставку «Коллекция! Современное искусство в СССР и России 1950—2000: уникальный дар музею», где также выставлялась авторская компиляция Старого и Нового Пиратского телевидения с 1990 по 2005 г.

## Выход в эфир
Существует несколько версий выхода ПТВ в эфир. По одной из версий, у группы ПТВ было необходимое оборудование для прерывания центрального телевидения и кабельных каналов. По другой — идея так и не была осуществлена.

## Аудитория телеканала
Демонстрация отснятого материала в основном проходила в мастерской Юриса Лесника, сопровождавшееся авторской декорацией телевизора от Владислава Мамышева-Монро. Основной аудиторией являлись непосредственные участники съемок и представители ленинградского неофициального арт-сообщества.

## Телепрограмма канала
- Новостные телепередачи: «Новости культуры», «Новости Монрологии», «Спартакус»
- Сериал «Смерть замечательных людей»
- Художественные видеофильмы: «Профессор Хьюстин», «Опять двойка», «Опять двойка№ 2», «Экзотика классического» и т. д.
- Музыкальные страницы